# Клонов (Черниговская область)
Клонов (укр. Клонів) — село в Репкинском районе Черниговской области Украины. Население 34 человека. Занимает площадь 0,15 км².
Код КОАТУУ: 7424488803. Почтовый индекс: 15044. Телефонный код: +380 4641.

## Власть
Орган местного самоуправления — Смолиговский сельский совет. Почтовый адрес: 15044, Черниговская обл., Репкинский р-н, с. Смолиговка, ул. Черниговская, 15.